# Ion Diaconu
Ion Diaconu (n. 25 septembrie 1934) este un fizician moldovean, care a fost ales ca membru corespondent al Academiei de Științe a Moldovei.